# Piemontit
Piemontit (auch Piëmontit oder Mangan-Epidot, IMA-Symbol Pmt) ist ein selten vorkommendes Mineral aus der Mineralklasse der „Silikate und Germanate“ mit der chemischen Zusammensetzung Ca2(Al2Mn3+)[O|OH|SiO4|Si2O7] und ist damit chemisch gesehen ein Calcium-Aluminium-Mangan-Silikat mit zusätzlichen Sauerstoff- und Hydroxidionen. Strukturell gehört Piemontit zu den Gruppensilikaten.
Piemontit kristallisiert im monoklinenen Kristallsystem und entwickelt meist prismatische Kristalle, findet sich aber auch in Form radialstrahliger bis körniger Aggregate. Die durchscheinenden bis undurchsichtigen Kristalle sind von rötlichbrauner bis tiefroter oder rotvioletter bis fast schwarzer Farbe und zeigen auf den Oberflächen einen glasähnlichen Glanz.

## Etymologie und Geschichte
Erstmals gefunden wurde Piemontit 1853 in Saint-Marcel/Piemont in Italien und beschrieben von Gustav Adolf Kenngott, der das Mineral nach seiner Typlokalität benannte.

## Klassifikation
Bereits in der veralteten 8. Auflage der Mineralsystematik nach Strunz gehörte der Piemontit zur Mineralklasse der „Silikate und Germanate“ und dort zur Abteilung der „Gruppensilikate (Sorosilikate)“, wo er zusammen mit dem hier noch als ein Mineral geltenden Allanit (auch Lombaardit), Epidot, Hancockit, Klinozoisit und Sursassit die „Epidot-Reihe“ mit der System-Nr. VIII/B.15a bildete.
Im zuletzt 2018 überarbeiteten und aktualisierten Lapis-Mineralienverzeichnis nach Stefan Weiß, das sich aus Rücksicht auf private Sammler und institutionelle Sammlungen noch nach dieser alten Form der Systematik von Karl Hugo Strunz richtet, erhielt das Mineral die System- und Mineral-Nr. VIII/C.23-30. In der „Lapis-Systematik“ entspricht dies ebenfalls der Abteilung „Gruppensilikate“, wo Piemontit zusammen mit Allanit-(Ce), Allanit-(La), Allanit-(Nd), Allanit-(Y), Alnaperbøeit-(Ce) (auch Alnaperböeit-(Ce)), Åskagenit-(Nd), Dissakisit-(Ce), Dissakisit-(La), Dollaseit-(Ce), Epidot, Epidot-(Sr), Ferriakasakait-(La), Ferriallanit-(Ce), Ferriallanit-(La), Ferriandrosit-(La), Ferriperbøeit-(Ce) (auch Ferriperböeit-(Ce)), Gatelit-(Ce), Hancockit, Klinozoisit, Khristovit-(Ce), Manganiakasakait-(La), Manganiandrosit-(Ce), Manganiandrosit-(La), Mukhinit, Niigatait, Perbøeit-(Ce) (auch Perböeit-(Ce)), Piemontit-(Pb), Piemontit-(Sr), Tweddillit, Uedait-(Ce), Vanadoallanit-(La), Vanadoandrosit-(Ce), Västmanlandit-(Ce) und Zoisit die „Epidotgruppe“ bildet.
Auch die von der International Mineralogical Association (IMA) zuletzt 2009 aktualisierte 9. Auflage der Strunz’schen Mineralsystematik ordnet den Piemontit in die Abteilung der „Gruppensilikate“ ein. Diese ist allerdings weiter unterteilt nach der Struktur der Silikatgruppen und der Koordination der beteiligten Kationen, so dass das Mineral entsprechend seinem Aufbau in der Unterabteilung „Gruppensilikate mit gemischten SiO4- und Si2O7-Gruppen; Kationen in oktaedrischer [6]er- und größerer Koordination“ zu finden ist, wo es zusammen mit Epidot, Epidot-(Pb), Epidot-(Sr), Klinozoisit, Klinozoisit-(Sr), Tweddillit, Mukhinit und Piemontit-(Sr) sowie den hier als hypothetisch (H) geltenden Chromotawmawit, Ferriepidot, Ferriepidot-(Pb), Ferriepidot-(Sr), Klinozoisit-(Pb), Manganipiemontit, Mukhinit-(Pb), Mukhinit-(Sr), Piemontit-(Pb), Vanadoepidot, Vanadoepidot-(Pb) und Vanadoepidot-(Sr) die „Epidotgruppe“ mit der System-Nr. 9.BG.05a bildet.
Die vorwiegend im englischen Sprachraum gebräuchliche Systematik der Minerale nach Dana ordnet den Piemontit in die bereits etwas feiner unterteilte Abteilung der „Gruppensilikate: Insulare, gemischte, einzelne und größere Tetraedergruppen“ ein. Hier ist er allerdings ebenfalls in der „Epidotgruppe (Klinozoisit-Untergruppe)“ mit der System-Nr. 58.02.01a innerhalb der Unterabteilung „Gruppensilikate: Insulare, gemischte, einzelne und größere Tetraedergruppen mit Kationen in [6] und höherer Koordination; Einzel- und Doppelgruppen (n=1,2)“ zu finden.

## Kristallstruktur
Piemontit kristallisiert monoklin in der Raumgruppe P21/m (Raumgruppen-Nr. 11) mit den Gitterparametern a = 8,87–8,90 Å; b = 5,65–5,67 Å; c = 10,16–10,18 Å und β = 115,43–115,48° sowie zwei Formeleinheiten pro Elementarzelle.

## Bildung und Fundorte
Piemontit bildet sich vorwiegend in Schiefer, Amphibolit-Fazies oder anderen metamorphen Gesteinen. Gelegentlich ist es auch in magmatischen Gesteinen wie Rhyolithen und Pegmatiten zu finden. Begleitminerale sind unter anderem Calcit, Epidot, Glaukophan, Orthoklas, Quarz und Tremolit.
Weltweit konnte das Mineral bisher (Stand: 2010) an rund 200 Fundorten nachgewiesen werden. Neben seiner Typlokalität Piemont wurde es in Italien noch in den Regionen Aosta, Ligurien, Lombardei und der Toskana gefunden werden.
Weitere Fundorte sind die Antarktis; die chinesischen Provinzen Qinghai und Sichuan; die Región de Coquimbo in Chile; Bayern, Hessen und Schleswig-Holstein in Deutschland; Okzitanien in Frankreich; Griechenland; Indien; Hokkaidō, Honshū, Kyūshū und Shikoku in Japan; British Columbia und Québec in Kanada; Marokko; Nordmazedonien; auf der Südinsel von Neuseeland; Oppland, Rogaland, Sogn og Fjordane, Trøndelag und Telemark in Norwegen; Salzburg und Tirol in Österreich; in den östlichen und westlichen Regionen von Sibirien, Nordwestrussland und im Ural in Russland; mehrere Regionen von Schweden; die Kantone Graubünden, Tessin und Wallis in der Schweiz; Serbien; Spanien; Limpopo und Nordkap in Südafrika; Tansania; Türkei; Wales im vereinigten Königreich (Großbritannien) sowie in mehreren Regionen der Vereinigten Staaten von Amerika (USA).

## Verwendung

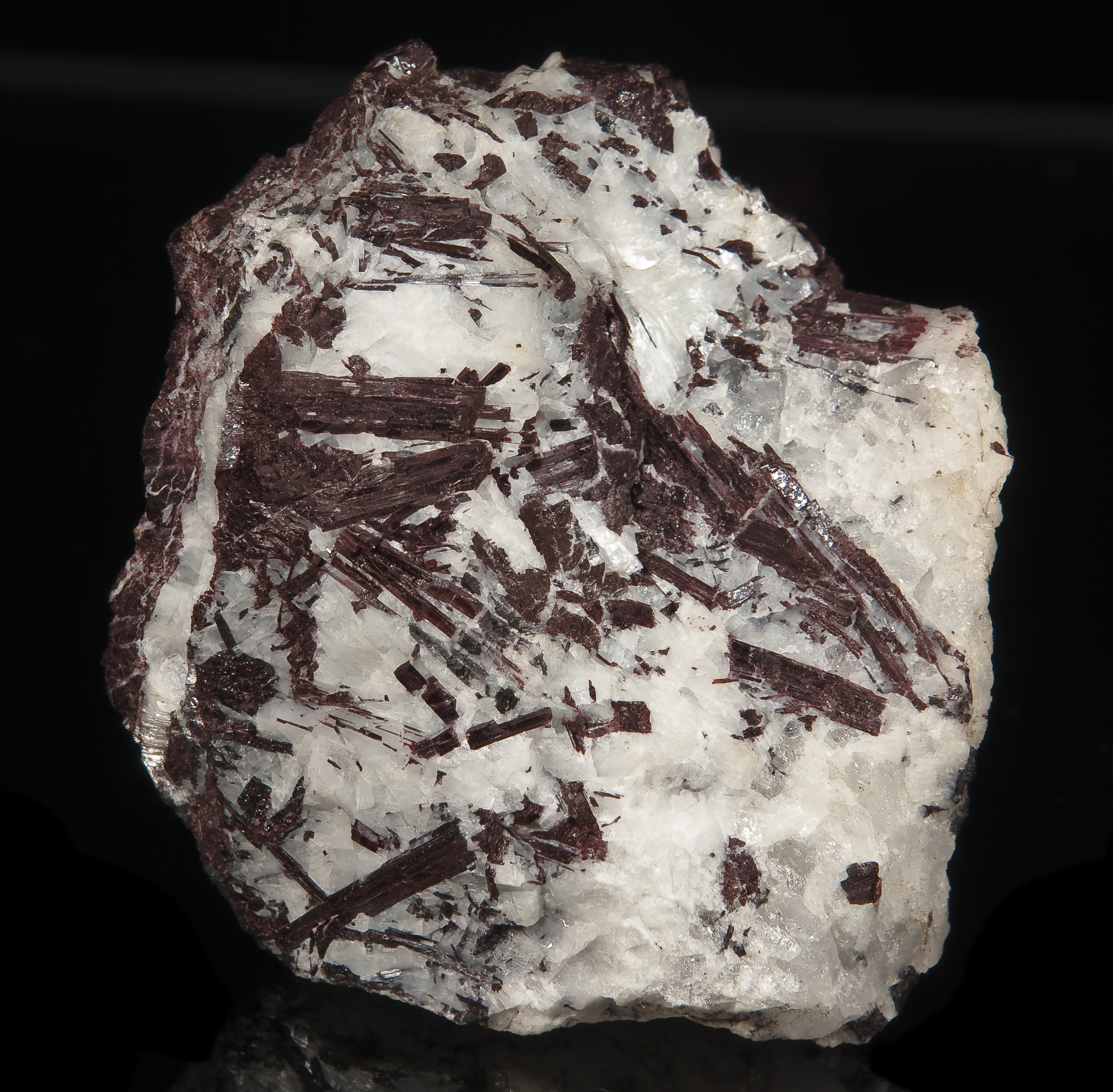
Piemontit-Quarz aus der Prabornaz Mine bei Saint-Marcel im italienischen Aosta-Tal

Piemontit hat außer als Mineralprobe nur geringe wirtschaftliche Bedeutung. Er wird gelegentlich zu Schmucksteinen verarbeitet, allerdings besteht Verwechslungsgefahr mit der roten Zoisit-Varietät Thulit. Unter anderem bestehen Thulite aus Norwegen selten aus reinem Thulit, sondern fast immer aus einem Gemenge aus Thulit, Piemontit, Quarz, Muskovit-Glimmer, Tremolit und Calcit. Oft sind auch die Piemontite so stark mit Quarz durchsetzt, dass sie als „Piemontit-Quarz“ bezeichnet werden müssten. Bei Piemontit-Muskovit-Quarzen mit einem deutlichen Gehalt an Muskovit-Glimmer entsteht ähnlich wie bei der Oligoklas-Varietät „Sonnenstein“, dem Aventurin-Quarz oder dem synthetischen Goldfluss ein auffälliger „Glitzereffekt“. Im Handel wird dieser Stein entsprechend häufig als sogenannter „roter Aventurin-Quarz“ angeboten.